# Gruppe Wohnhäuser Delftstraße

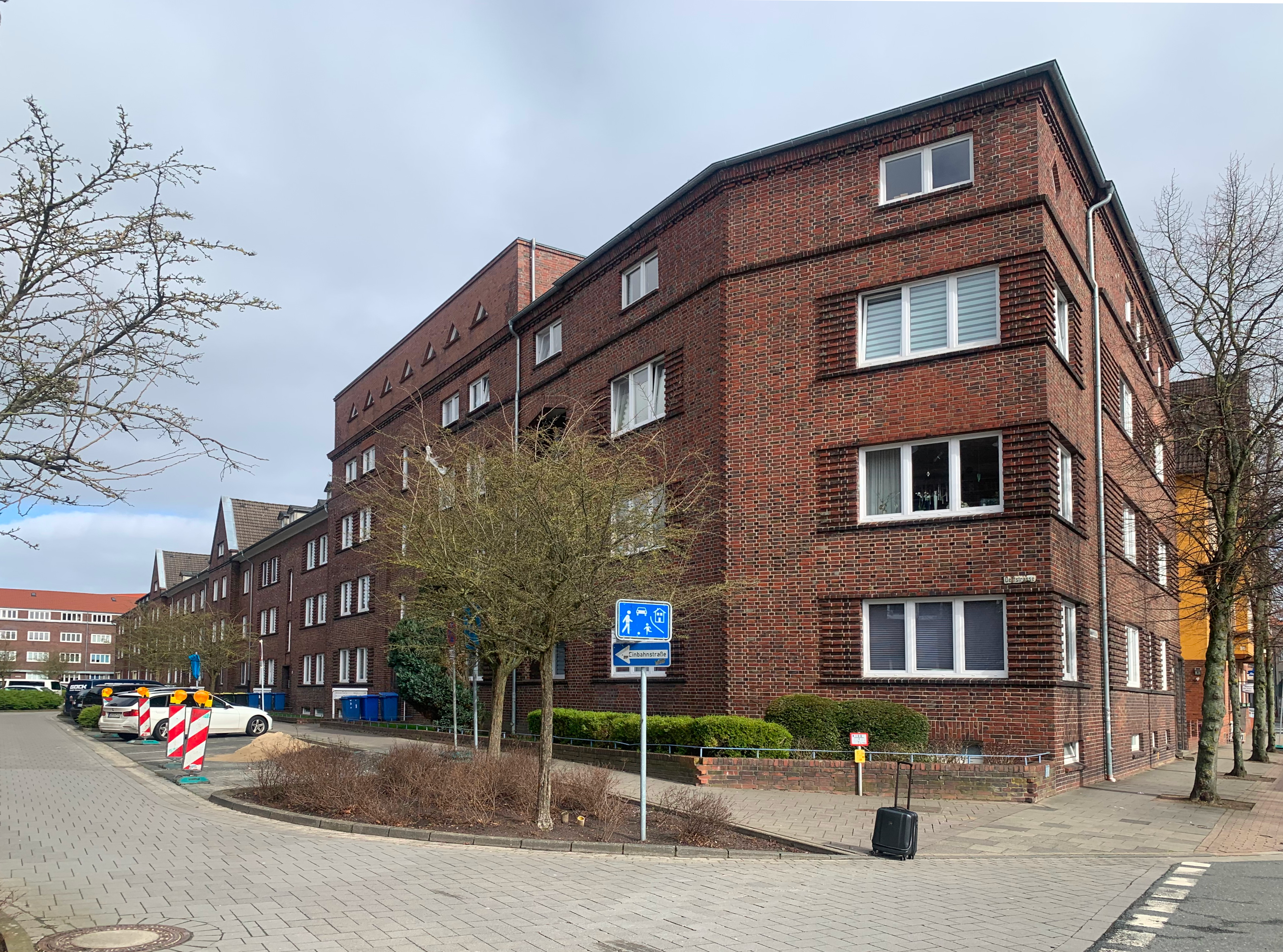
Nr. 2 bis 10

Die Gruppe Wohnhäuser Delftstraße, Ecke Abendrothstraße, in der niedersächsischen Kreisstadt Cuxhaven im Landkreis Cuxhaven stammt vom ersten Drittel des 20. Jahrhunderts.
Aktuell (2024) werden sie als Wohnhäuser genutzt.
Die Gebäude stehen unter Denkmalschutz (siehe auch Liste der Baudenkmale in Cuxhaven).

## Geschichte und Beschreibung

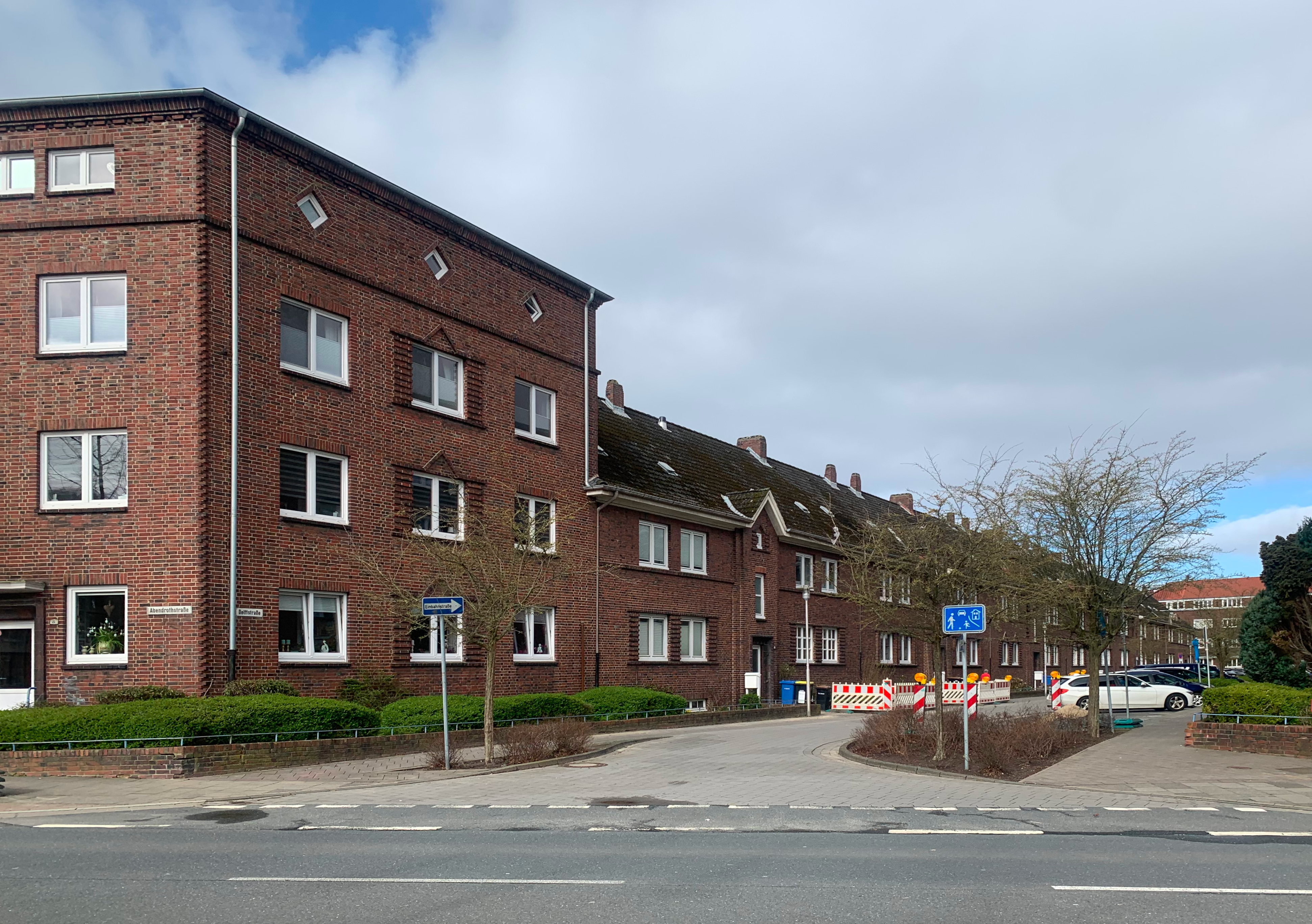
Nr. 1 bis 13

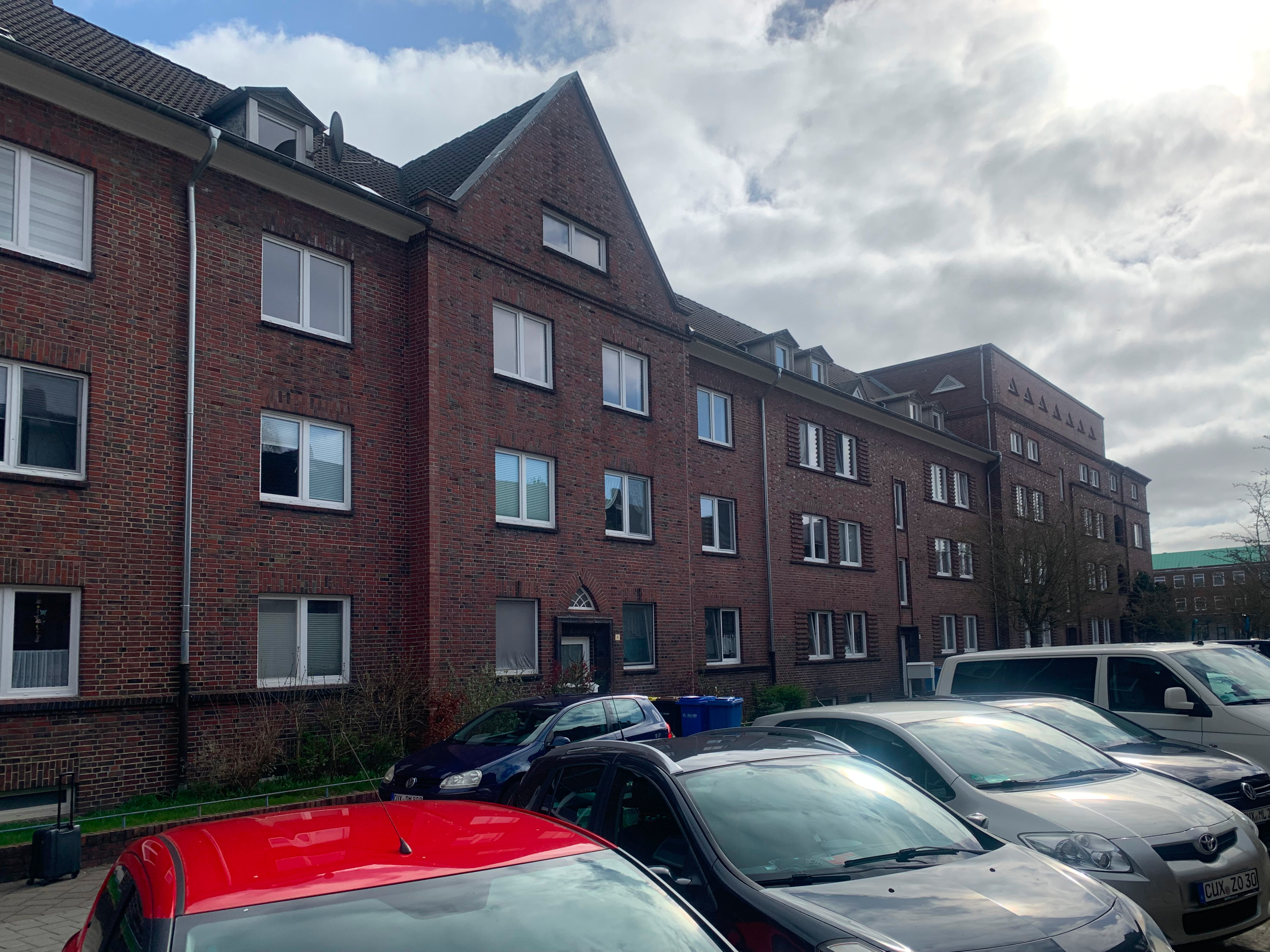
Nr. 2 bis 6

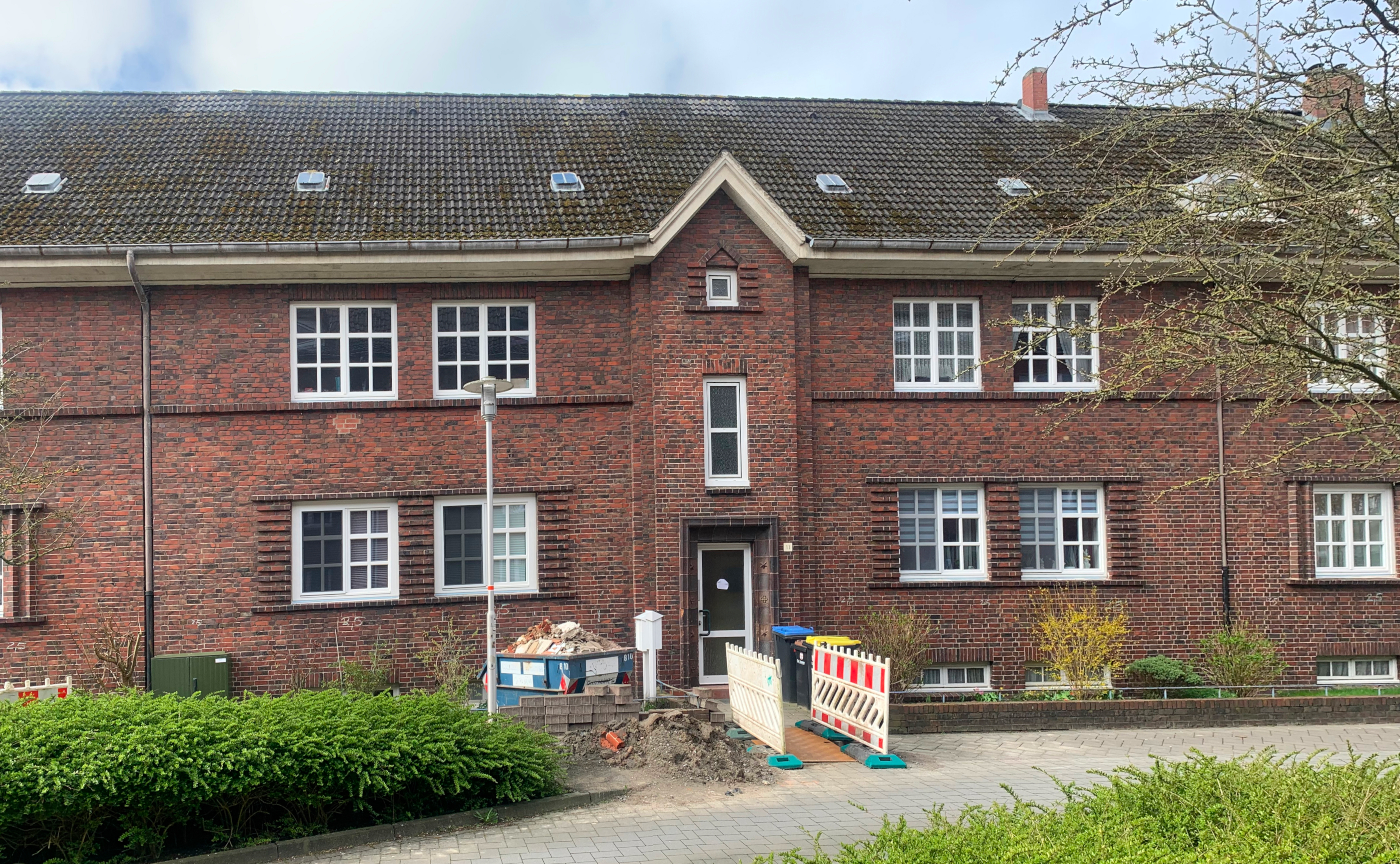
Nr. 11

An der Delftstraße und der Einmündung zur Abendrothstraße entstand zwischen 1928 und 1930 eine Siedlung als geschlossene Blockrandbebauung mit drei- bis viergeschossigen und einigen zweigeschossigen traufständigen verklinkerten Wohnhäusern mit Flach- und Satteldächern, entworfen von P. H. Noris für die 1920 gegründete Gemeinnützige Siedlungsgenossenschaft Cuxhaven.
Zurückhaltend gestaltet wurden die Häuser u. a. durch horizontal vortretende Steinbänder seitlich der Fenster, geschossteilende und Traufgesimse, einige Giebelrisalite und Dachhäuser über den Eingangszonen sowie Türlaibung mit Keramikplatten in geometrischen Mustern. Die Häuser sind typische Vertreter eines Baustils der 1920er und beginnenden 1930er Jahre.
Zum Ensemble gehören
- die viergeschossigen Mehrfamilienhäuser Abendrothstraße 6, Abendrothstraße 8 und Delftstraße 2 mit Flachdächern,
- die dreigeschossigen Wohnhäuser Delftstraße Nr. 4, 6, 8, und 10,
- und die zweigeschossigen Wohnhäuser Delfstraße Nr. 1, 3, 5, 7, 9, 11 und 13 mit Satteldächern.

Das Landesdenkmalamt befand u. a.: „… Architekt sämtlicher Bauten war P. H. Noris, mit leichten Variationen ….“
Der Architekt Noris plante u. a. auch das Mehrfamilienhaus Olfers-Eck, Delftstraße 15–19.
Die Delftstraße zwischen der Abendrothstraße und dem Karl-Olfers-Platz wurde 1927 nach dem Delftstrom, einem alten Entwässerungspriel, benannt.